# Maugli újabb kalandjai
A Maugli újabb kalandjai (eredeti cím: Jungle Book: Lost Treasure vagy Mowgli's First Adventure: In Search of the Elephant Eye Diamond) 1998-ban bemutatott amerikai film, amely Rudyard Kipling: A dzsungel könyve című műve alapján készült. A főszerepekben Antonio Baker, Sean Price-McConnell és Lindsay Peter láthatóak. A tévéfilm a Franklin/Waterman Productions és a Wolfcrest Entertainment gyártásában készült, a Le Monde Entertainment forgalmazásában jelent meg. Műfaját tekintve kalandfilm.
Amerikában 1998. január 9-én mutatták be, Magyarországon 2001. december 26-án az RTL Klubon vetítették le a televízióban.

## Szereplők
| Szereplő                    | Színész                                        | Magyar hang |
| --------------------------- | ---------------------------------------------- | ----------- |
| Warren Miller professzor    | Gary Collins                                   | ?           |
| Gershwin Donovan professzor | Michael Beck                                   | ?           |
| Travis Donovan              | Sean Price-McConnell                           | ?           |
| Lindsay Miller              | Lindsey Peter                                  | ?           |
| Maugli                      | Antonio Baker                                  | ?           |
| Christie Jessup             | Kimberly Pullis                                | ?           |
| Scottie Tannen              | James Hereth                                   | ?           |
| Kohabeez                    | Michael Des Barres                             | ?           |
| Rajiv                       | Warren Stevens                                 | ?           |
| Kohabeez emberei            | Johnny Castro Rodolfo Oreamuno Douglas Camacho | ?           |
| Kántor                      | Vinicio Rojas arias                            | ?           |
| Egyik ember                 | Roberto Leiva                                  | ?           |
| Hastáncos                   | Mileydi Salinas                                | ?           |
| Tűznyelő                    | Christian Matarrita                            | ?           |
| Idegenvezetők               | Rodrigo Salazar Orlando Arguedas               | ?           |

- További magyar hangok: ?

## Televíziós megjelenések
RTL Klub